# Kraguj (Pakrac)
Kraguj je naselje u Republici Hrvatskoj u Požeško-slavonskoj županiji, u sastavu grada Pakraca.

## Zemljopis
Kraguj se nalazi istočno od Pakraca, na sjeverozapadnim obroncima Psunja.

## Stanovništvo
Prema popisu stanovništva iz 2011. godine Kraguj je imao 77 stanovnika.
| broj stanovnika | 268   | 268   | 285   | 304   | 371   | 394   | 385   | 391   | 337   | 311   | 300   | 224   | 180   | 176   | 91    | 77    | 50    |
|                 | 1857. | 1869. | 1880. | 1890. | 1900. | 1910. | 1921. | 1931. | 1948. | 1953. | 1961. | 1971. | 1981. | 1991. | 2001. | 2011. | 2021. |